# Stenodryas fascipennis
Stenodryas fascipennis là một loài bọ cánh cứng trong họ Cerambycidae.